# Hoffmannia coronata
Hoffmannia coronata är en måreväxtart som beskrevs av Paul Carpenter Standley. Hoffmannia coronata ingår i släktet Hoffmannia och familjen måreväxter.
Artens utbredningsområde är Colombia. Inga underarter finns listade i Catalogue of Life.